# Katarína Tóthová
Katarína Tóthová, née le 6 février 1940 à Bratislava (République slovaque), est une femme politique slovaque membre du Parti populaire - Mouvement pour une Slovaquie démocratique (ĽS-HZDS). Elle ministre de la Justice entre 1993 et 1994 et vice-présidente du gouvernement entre 1994 et 1998.